# Chris Ivan Cevic
Chris Ivan Cevic ist ein US-amerikanischer Theater- und Filmschauspieler sowie Filmproduzent. Er wirkte überwiegend an Kurzfilmen mit.

## Leben
Erste Erfahrungen mit der Filmproduktion sammelte Cevic in der Produktionsfirma seiner Eltern in West Palm Beach, Florida. Um Lebenserfahrung zu sammeln entschied er sich dazu im Ausland zu studieren. Er studierte an der Franklin University in Lugano in der Schweiz das Fach International Finance and Banking, das er mit dem Bachelor of Arts abschloss. Anschließend zog er nach New York City und arbeitete an der Wall Street im Finanzbereich. Während dieser Zeit entstand sein Wunsch, in die Unterhaltungsbranche zu wechseln. Bereits während seiner Studienzeit spielte er am Universitätstheater. In New York City wirkte er an mehreren Theaterproduktionen mit.
Mit seinem Umzug nach Los Angeles begann seine Karriere in der Filmindustrie. Erste Erfahrungen als Filmschauspieler sammelte er 2007 im Spielfilm Days of Darkness und dem Kurzfilm Hunter. Ab 2008 folgten erste eigene Filmproduktionen. Neben Kurzfilmen spielte er ebenfalls Charakterrollen in Spielfilmen und war in einzelnen Episoden verschiedener Fernsehserien zu sehen.
Cevic ist verheiratet und Vater. Mit seiner Familie lebt er in San Diego, wo er mit Vyber Video eine Videoproduktionsfirma gründete.

## Filmografie

### Schauspieler
- 2007: Days of Darkness
- 2007: Hunter (Kurzfilm)
- 2008: Love from the Machine
- 2008: Hesperia (Kurzfilm)
- 2008: Sunday Evening (Kurzfilm)
- 2008: Smokey Barrero (Kurzfilm)
- 2009: Lincoln MKS: The Race (Kurzfilm)
- 2009: Bled
- 2009: Cardinal Code
- 2009: All My Children (Fernsehserie, Episode 1x10123)
- 2009: Penance
- 2009: The Hypocritic Oath
- 2009: Henry John and the Little Bug (Kurzfilm)
- 2011: Criminal Minds (Fernsehserie, Episode 6x20)
- 2011: Thor – Der Allmächtige (Almighty Thor) (Fernsehfilm)
- 2011: Sugartown (Kurzfilm)
- 2011: Bucket & Skinner (Bucket & Skinner’s Epic Adventures) (Fernsehserie, Episode 1x11)
- 2012: 7 Films, 7 Weeks
- 2013: 9 Full Moons
- 2014: Girlfriend 19
- 2016: Outlaws and Angels

### Produzent
- 2008: The Red Room (Kurzfilm)
- 2008: Smokey Barrero (Kurzfilm)
- 2009: Lincoln MKS: The Race (Kurzfilm)
- 2009: The Hypocritic Oath
- 2009: Henry John and the Little Bug (Kurzfilm)
- 2011: Funny or Die Presents … (Fernsehserie, Folge 2x09)
- 2011: Sugartown (Kurzfilm)
- 2014: The Ever After
- 2015: Flowers in December (Kurzfilm)
- 2016: Outlaws and Angels
- 2019: After Emma (Kurzfilm)
- 2023: Strange Darling